# Lenatjärnen
Lenatjärnen är en sjö i Bjurholms kommun i Ångermanland och ingår i Leduåns huvudavrinningsområde. Sjöns area är 0,025 kvadratkilometer och den är belägen 270 meter över havet.